# Explosivo

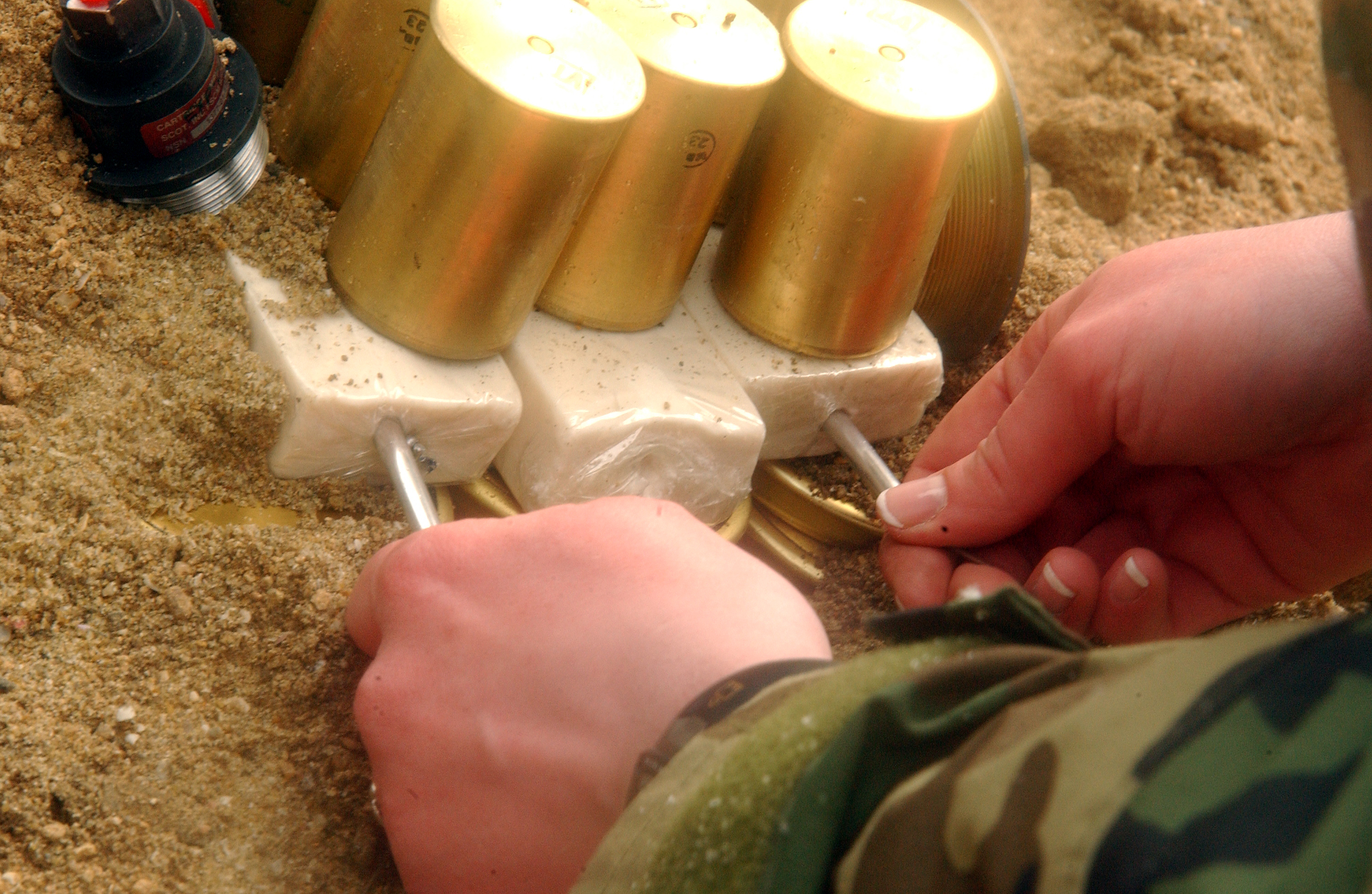
Preparando o explosivo C-4 militar para detonação.

Um explosivo é uma substância ou conjunto de substâncias químicas que podem sofrer o processo de explosão, ou seja, quando ocorre uma reação em cadeia onde é libertada uma grande massa de gases e se gera muito calor num curto espaço de tempo. Com o aumento da temperatura, os gases expandem-se e, se tiverem pouco espaço disponível para se expandirem, a pressão exercida nas paredes do explosivo aumenta, provocando a ruptura das paredes dos explosivos, onde os materiais que envolvem a massa de gases (com grande agitação corpuscular) não suportam mais a pressão neles exercida e, numa grande onda de choque, rompem, perfazendo a explosão.

## Características
No sentido mais amplo, um explosivo é um material extremamente instável (metaestável) que se pode decompor rapidamente formando produtos estáveis.
Os produtos da explosão são acompanhados da libertação de energia sob diversas formas, entre as quais: uma violenta expansão dos gases (o volume dos produtos é superior ao volume dos reagentes); elevação brusca da temperatura; luz; ruído.
Os primeiros explosivos, criados há séculos, eram misturas de carvão e salitre com cera mineral, resinas e areias petrolíferas com a finalidade de produzir fumaça, incêndios e fogos de artifício. Somente a partir do século XIV passou a ser usado em guerras.

## Classificação dos explosivos

Símbolo de risco "E" inerente as substâncias com risco de explosão.

Os explosivos podem ser classificados de diversas formas.
Duas formas muito comuns de os classificar são as seguintes:

### Por constituição
- Heterogêneos - constituídos por matérias que, separadas, não têm características explosivas (ex: pólvora, ANFO).
- Homogêneos - constituídos por um composto químico com fórmula definida e autossuficiente do ponto de vista da reação (ex: TNT, nitrocelulose, nitroglicerina).
- Mistos - explosivos químicos com adição de outros compostos que melhoram ou alteram as suas propriedades (ex: dinamite)

### Por aplicação
- Iniciadores - explosivos muito sensíveis, usados em detonadores.
- Reforçadores - usados quando o explosivo principal seja demasiado insensível para garantir a ignição pelo detonador. Mais sensíveis e menos potentes que o principal, e menos sensíveis mas mais fortes que os detonadores.
- Balísticos - usados em munições ou para criar um efeito de deslocamento. Mais lentos.
- Ruptura - explosivos com uma detonação forte o suficiente para causar a ruptura dos materiais em vez do arrastamento. Mais rápidos.
- Incendiários - cuja principal função é aumentar a temperatura ou causar que o seu redor entre em combustão.
- Pirotécnicos - como os usados no fogo-de-artifício. Muito barulho, muita luz. Podem ser misturados a diferentes compostos químicos como Mg, Ca, Ba e P para criar efeitos coloridos.

É comum reduzir esta segunda forma para Altos Explosivos e Baixos Explosivos, seguindo de perto a bibliografia de língua inglesa (High Explosives and Low Explosives), para, respectivamente, os explosivos que apresentem um grande ou pequeno poder. Mesmo assim, é frequente ler Detonantes e Deflagrantes no equivalente sentido de classificação.

### Detonantes
Ou Altos Explosivos:
TNT; RDX; Tetranitrato de pentaeritritol (PETN ou Nitropenta); ANFOS; Ácido pícrico (TNP ou trinitrofenol); Tricloreto de nitrogênio; H.M.T.D; Astrolite; Nitroglicerina; MMAN; Heptóxido de Dimanganês; Fulminato de mercúrio; Azida de chumbo; Diazodinitrofenol (DDNP); Nitrocelulose (tipos com alto teor de nitrogênio compreendendo trinitrocelulose e hexanitrocelulose); HMX, etc..

### Deflagrantes
Ou Baixos Explosivos:
Pólvora negra ; nitrocelulose (tipos com baixo teor de nitrogênio, conhecida também como "colóide" e "piroxilina" ,mas com a ressalva de que a trinitrocelulose - citada em altos explosivos - pode ser usada também com finalidades balísticas e/ou propulsivas), etc..

### Explosivos primários e secundários
Explosivos ainda são classificados em primários e secundários, e por algumas referências como terciários. Primários seriam os explosivos mais sensíveis, facilmente detonáveis, que iniciam a explosão de um explosivo mais seguro ao manuseio em grande quantidade e normalmente de mais baixo custo, no caso, secundário.

## Características dos explosivos
Os explosivos podem ter diversas características, que podem, de uma forma ou de outra, dar uma ideia da sua aplicabilidade em determinadas circunstancias.
O estudo destas remete-se, geralmente, à Química dos Explosivos.
Entre estas, temos:
- Balanço de oxigênio - a suficiência ou não de oxigénio na composição pode gerar condições perigosas, nomeadamente em minas e locais com baixa ventilação.
  - Balanço muito negativo - geração de gases tóxicos.
  - Balanço muito positivo - geração de gases inflamáveis.
- Sensibilidade - importante para as condições de manuseamento do explosivo. Estas condições preveem geralmente as formas de transmissão de energia a que o explosivos é mais ou menos sensível (impacto, fricção, calor, etc.).
- Estabilidade - para as condições de armazenamento do explosivo.
- Calor de Explosão/Temperatura da explosão - diferentes utilizações podem requerer um elevado calor (soldadura, por exemplo) ou baixo.
- Volume de gases/Pressão da explosão - já que é este o fator que determina a onda de choque.
- Densidade - já que a alteração desta (muitas vezes no local de aplicação) pode alterar as propriedades da explosão.
- Velocidade da explosão - que determina, entre outros, a força que esta terá.
- Potência específica/Poder de fragmentação (brisance) - que procuram dar uma ideia da potência do explosivo.

## Explosivos vs. Combustíveis
A diferença entre estes dois é a autossuficiência dos primeiros em termos de oxigénio.
Relacionada com esta diferença está a velocidade de reação de cada um. Por exemplo, a gasolina tem maior energia potencial que a maior parte dos explosivos, no entanto a sua velocidade de detonação é de 1 680 m/s, comparada com uma velocidade de 6 940 m/s do TNT. Assim, o TNT liberta mais energia no mesmo espaço de tempo que a gasolina.

## Explosivos caseiros
Explosivos caseiros é tudo que pode causar explosão feito com substâncias que podem ser encontradas facilmente. Essas substancias podem ser qualquer tipo de líquido, como bebidas, gel de cabelo e cremes. Tornando-se cada vez mais comum atentados terroristas.